# Anemallota tunesiella
Anemallota tunesiella är en fjärilsart som beskrevs av Aleksei Konstantinovich Zagulajev 1966. Anemallota tunesiella ingår i släktet Anemallota och familjen äkta malar.
Artens utbredningsområde är Tunisien. Inga underarter finns listade i Catalogue of Life.